# Gustav Lindner
Gustav Lindner (Stoccolma, 3 luglio 1978) è un ex sciatore alpino svedese.

## Biografia
Slalomista puro, Lindner in Coppa Europa esordì l'8 dicembre 1996 a Serre Chevalier (24º) e ottenne il miglior piazzamento l'11 gennaio 1997 a Donnersbachwald (4º); in Coppa del Mondo disputò 6 gare (la prima il 26 gennaio 1997 a Kitzbühel, l'ultima il 24 gennaio 1999 nella medesima località) senza ottenere piazzamenti. Prese per l'ultima volta il via in Coppa Europa il 10 gennaio 2000 a Kranjska Gora, senza completare la prova, e si ritirò al termine della stagione 2000-2001; la sua ultima gara fu lo slalom speciale dei Campionati svedesi 2001, disputato il 31 marzo a Tärnaby. Non prese parte a rassegne olimpiche o iridate.

## Palmarès

### Campionati svedesi
- 1 medaglia (dati parziali fino al 2004):
  - 1 bronzo (slalom speciale nel 1999)